# 湯之元駅
湯之元駅（ゆのもとえき）は、鹿児島県日置市東市来町湯田にある、九州旅客鉄道（JR九州）鹿児島本線の駅である。

## 歴史
- 1913年（大正2年）12月15日：鉄道院の駅として開設[1]。
- 1927年（昭和2年）10月17日：海岸線全通により鹿児島本線に制定命名。
- 1961年（昭和36年）9月1日：貨物取扱廃止[1]。
- 1976年（昭和51年）4月3日：吹上浜をイメージした駅舎に改築し、跨線橋を新設[3]。
- 1985年（昭和60年）3月14日：荷物扱い廃止[1]。
- 1987年（昭和62年）4月1日：国鉄分割民営化により九州旅客鉄道に移管[1]。
- 2004年（平成16年）
  - 3月13日：九州新幹線開業に伴うドリームつばめ廃止に伴い鹿児島中央駅→川内駅間の最終列車として運行される快速列車（鹿児島中央駅→伊集院駅間各駅停車）の停車駅となる。
  - 4月1日：合理化により無人駅化[2]。
  - 8月11日：簡易委託駅化[2]。
- 2012年（平成24年）12月1日：ICカードSUGOCAの利用を開始[4]。

## 駅構造
相対式ホーム2面2線を有する地上駅。互いのホームは跨線橋で連絡している。
駅舎の窓口は、早朝と夕方以降は営業時間外となる。日置市東市来支所の受託による簡易委託駅で、切符売り場が設置されている。
IC乗車カード「SUGOCA」の利用が可能で、簡易SUGOCA改札機が設置されている。SUGOCAの販売、及びチャージ取扱は行っていないが、チャージについては近隣のコンビニエンスストア（セブンイレブン）で可能。
簡易自動券売機（ICカード非対応）が設置されている。
湯之元温泉の最寄り駅である他に駅利用者も大変多いことから、国鉄時代は特急『有明』や電車急行時代の『かいもん』の一部が停車しており、2016年（平成28年）までは特急『川内エクスプレス』も停車していた。

### のりば
| 番線 | 路線        | 方向 | 行先                   |
| ---- | ----------- | ---- | ---------------------- |
| 1    | ■鹿児島本線 | 上り | 串木野・川内方面       |
| 2    | ■鹿児島本線 | 下り | 伊集院・鹿児島中央方面 |

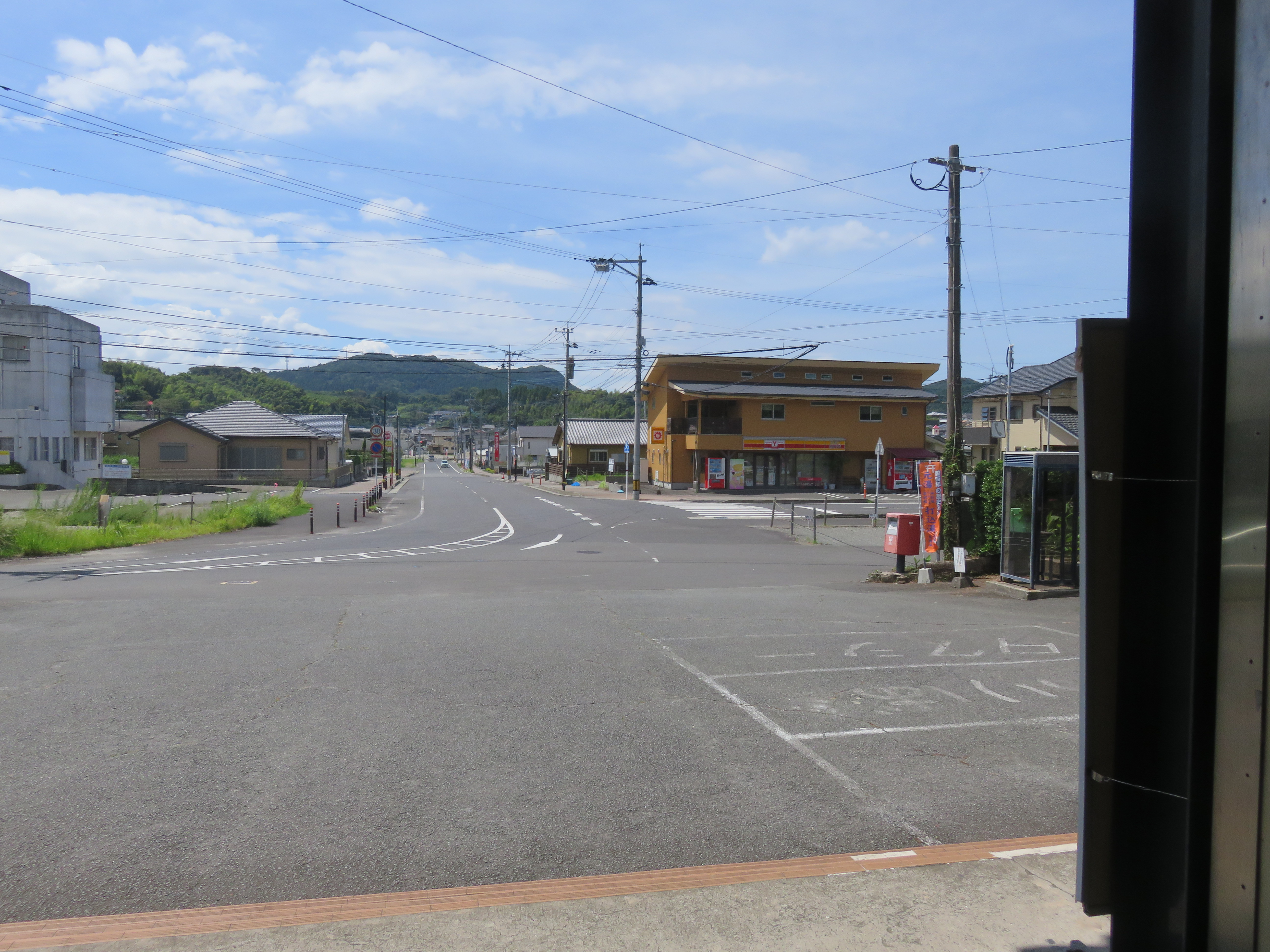
湯之元駅前（2023年）
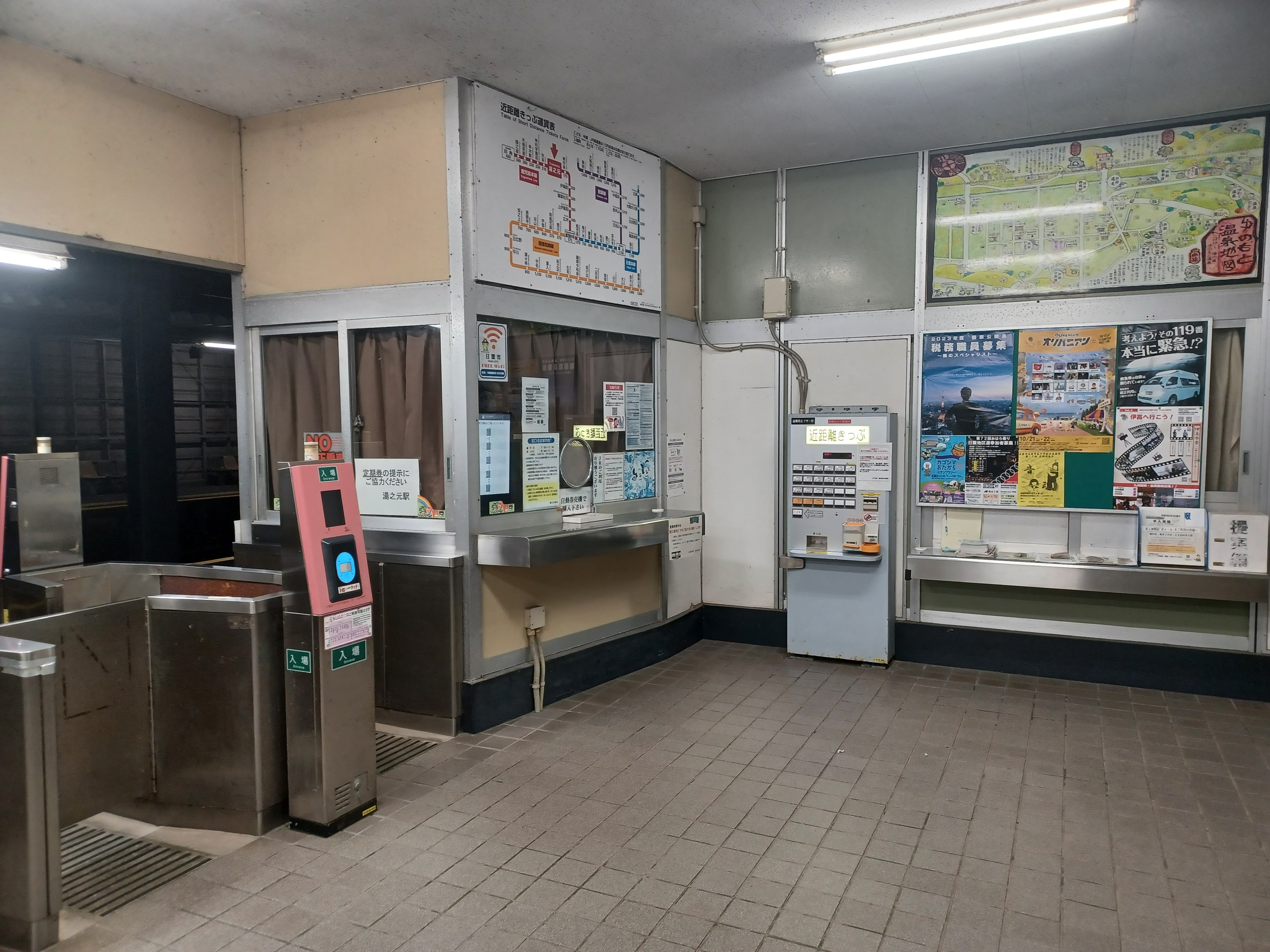
夜の駅舎内(2023年)
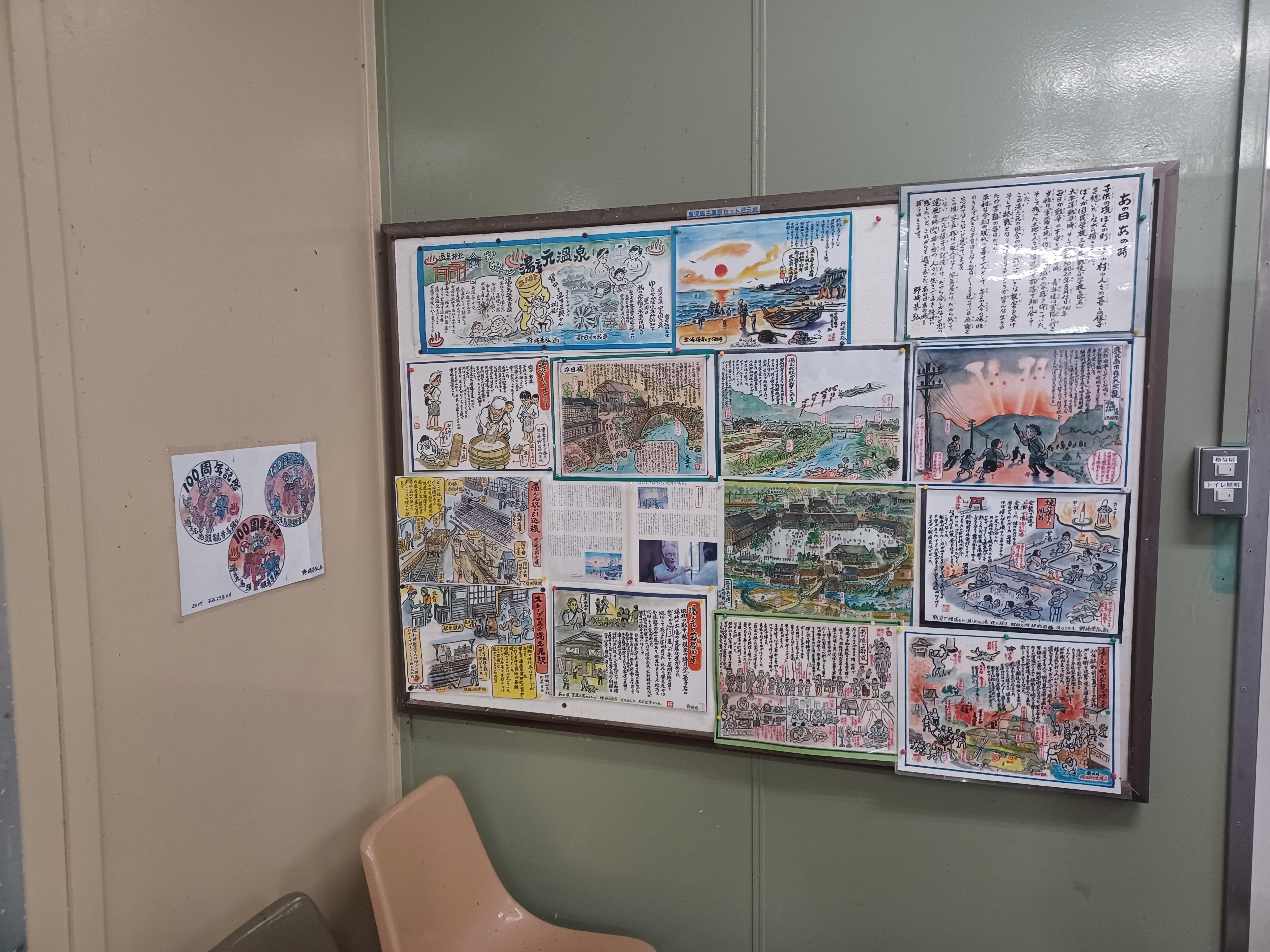
駅舎内の展示物
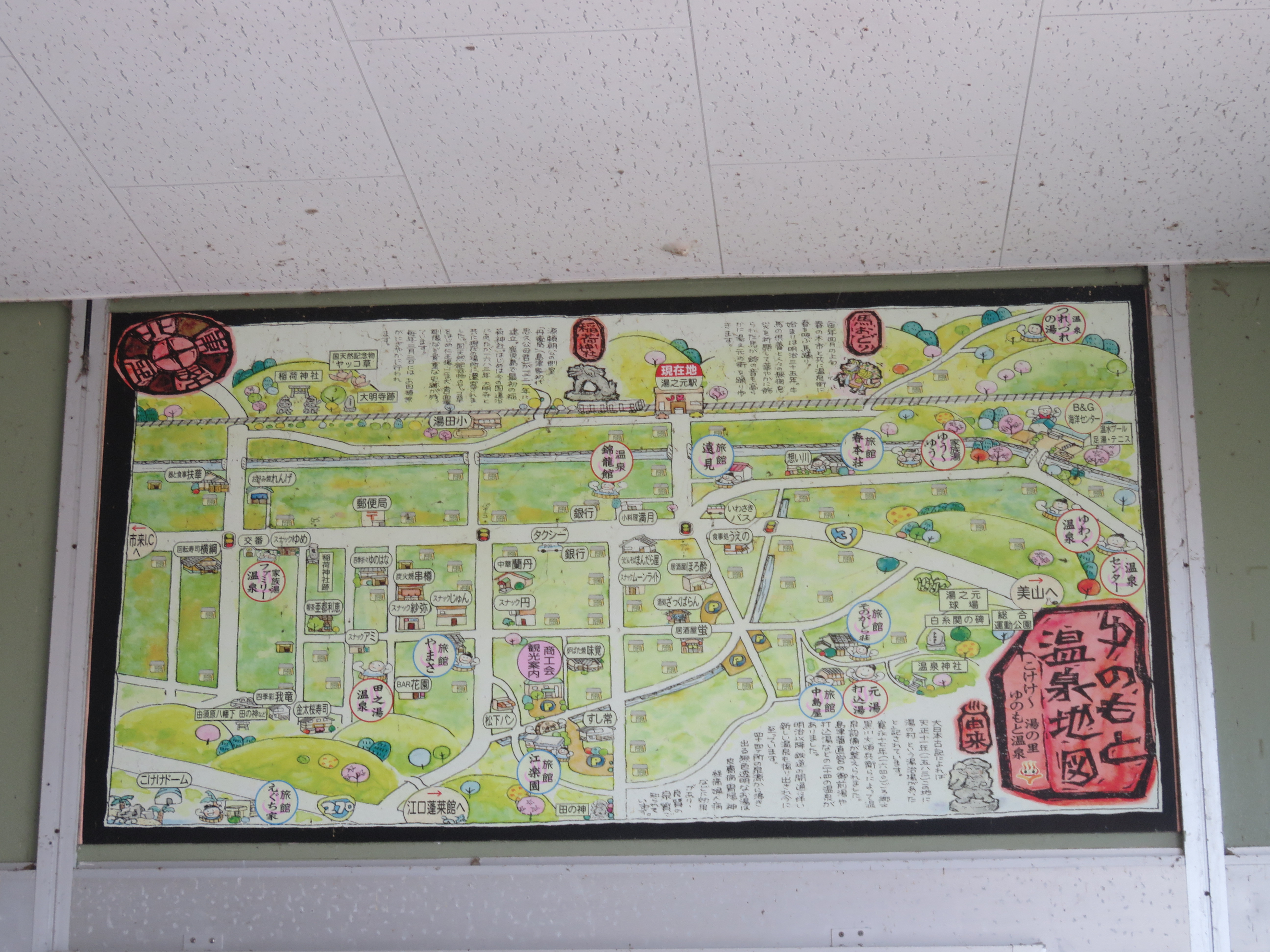
駅舎内の湯之元温泉の地図
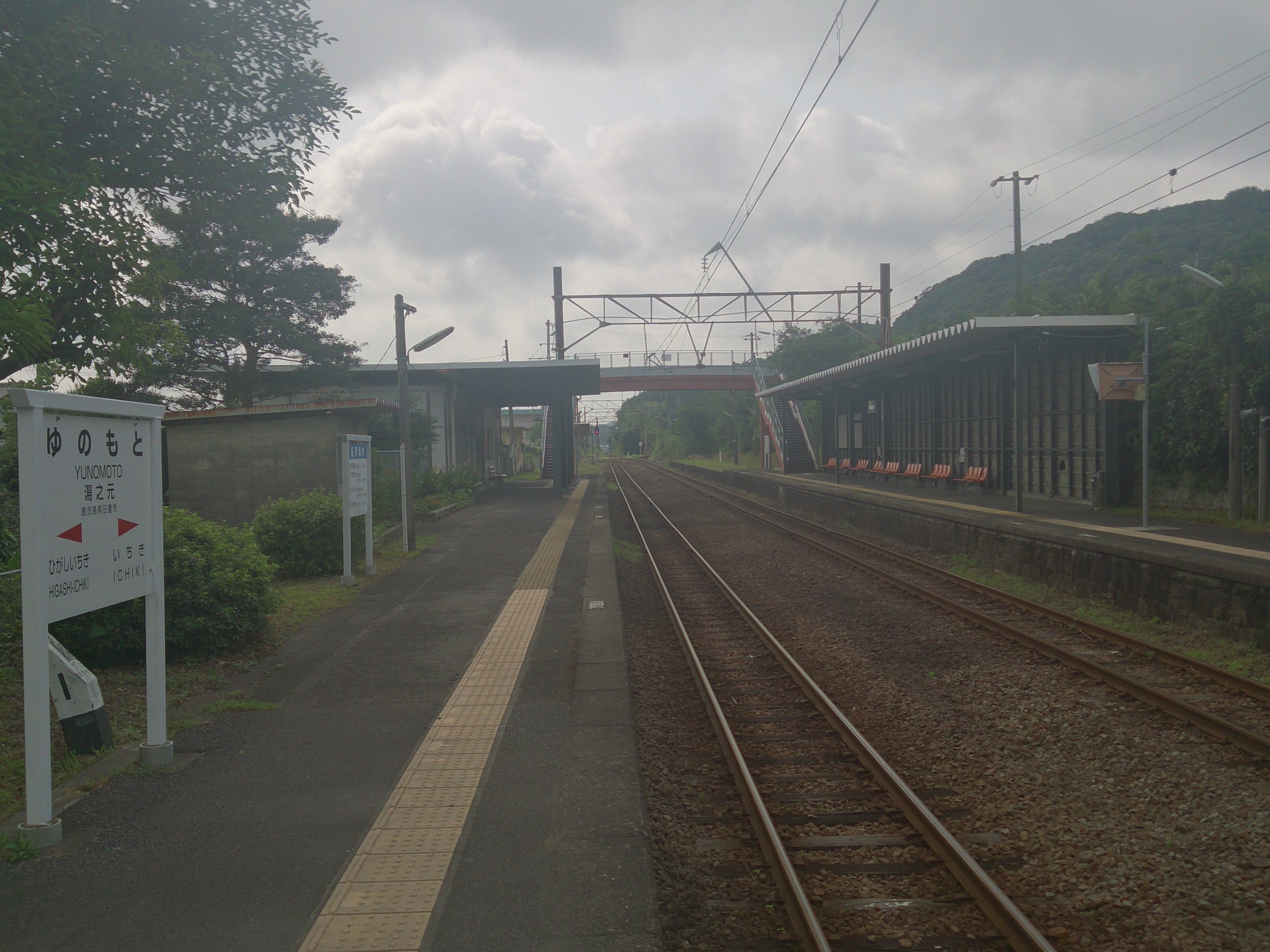
ホーム（川内駅方面）
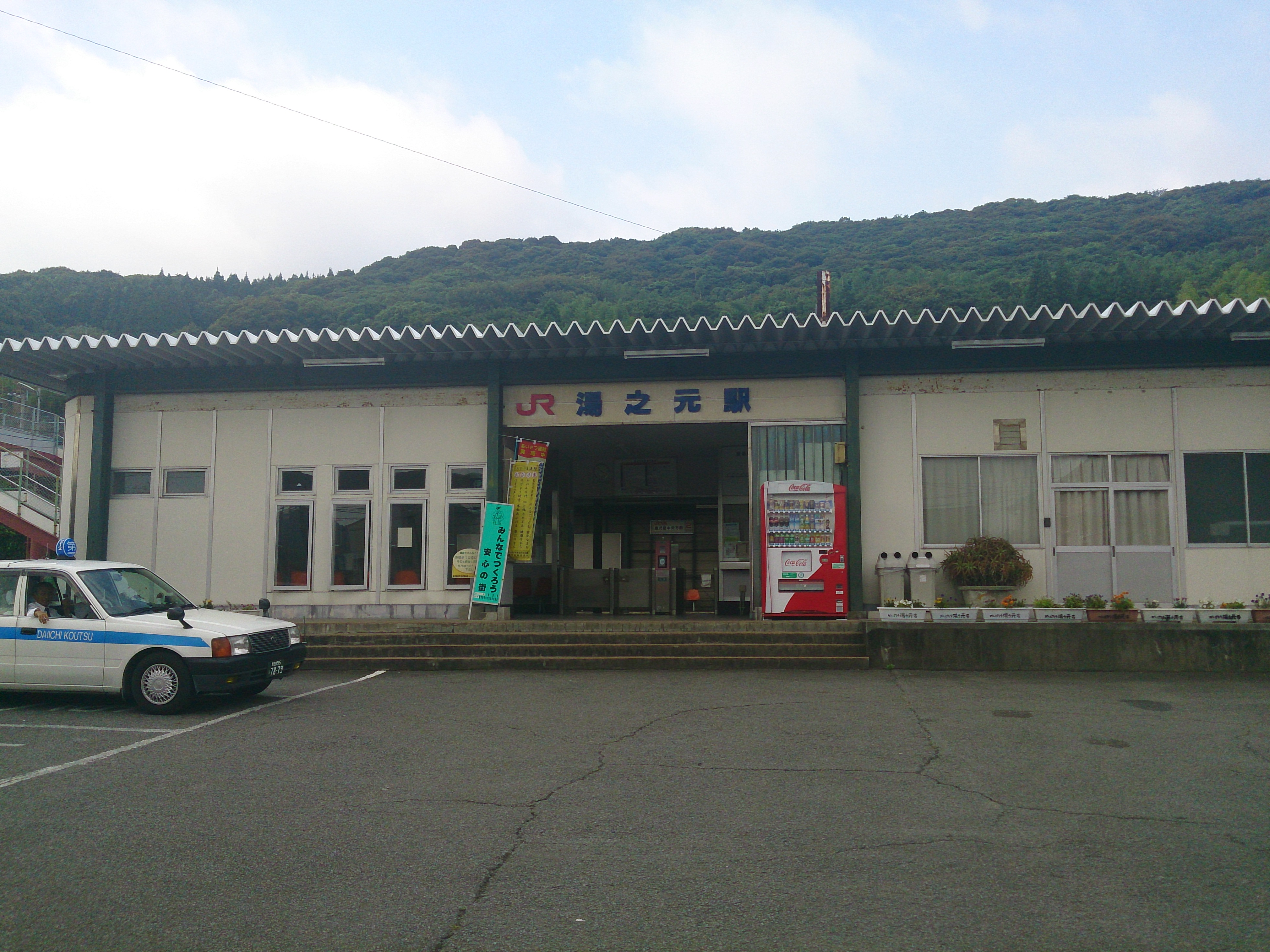
2013年の駅舎
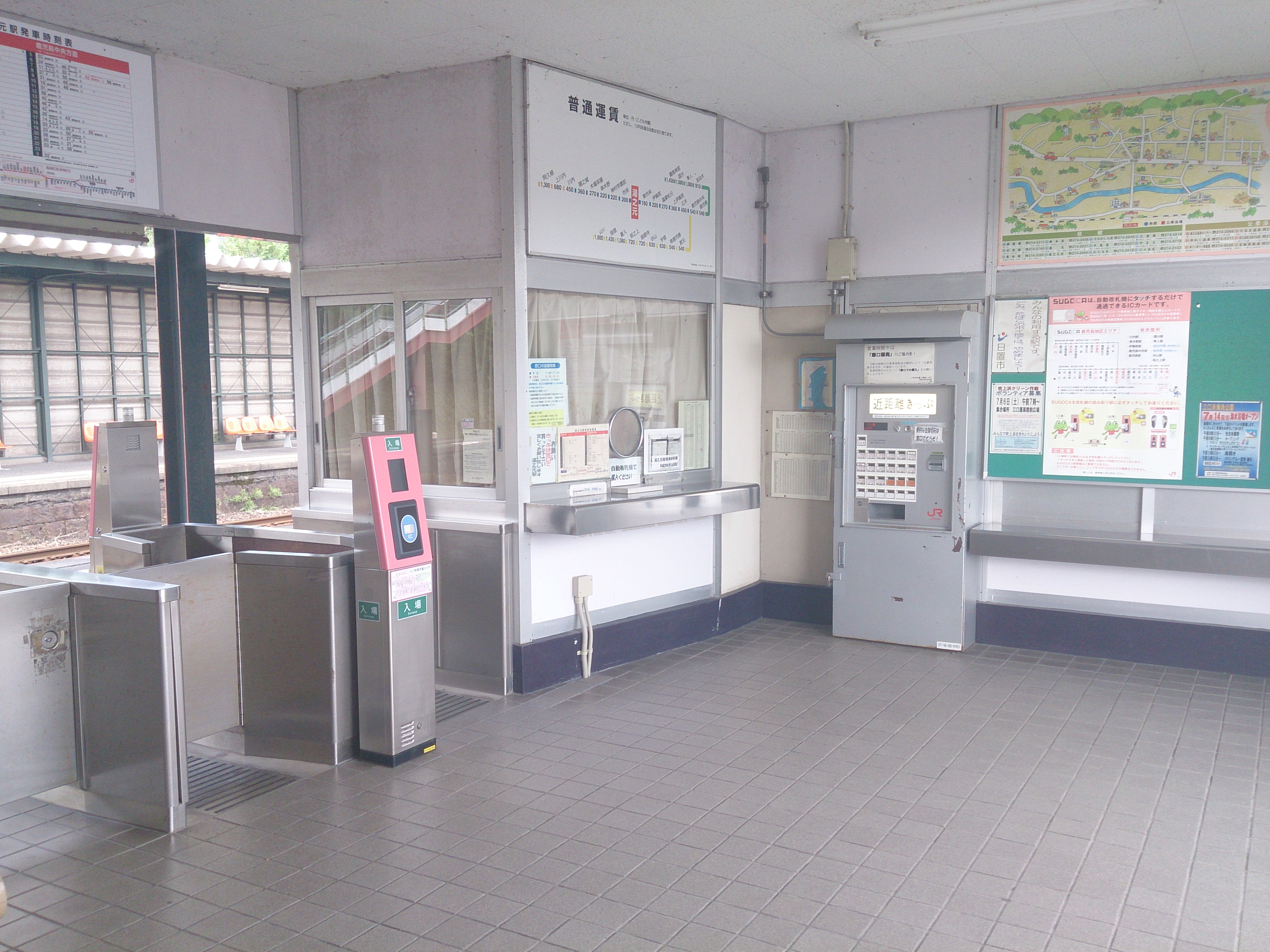
2013年の駅舎内

## 利用状況
- 2023年（令和2年）度の1日平均乗車人員は285人である[5]。

| 年度 | 1日平均 乗車人員 | 1日平均 乗降人員 |
| ---- | ---------------- | ---------------- |
| 2007 | 434              | 873              |
| 2008 | 425              | 856              |
| 2009 | 409              | 822              |
| 2010 | 404              | 814              |
| 2011 | 408              | 827              |
| 2012 | 404              | 815              |
| 2013 | 423              | 852              |
| 2014 | 387              | 781              |
| 2015 | 372              | 749              |
| 2016 | 343              |                  |
| 2017 | 358              |                  |
| 2018 | 363              |                  |
| 2019 | 359              |                  |
| 2020 | 265              |                  |
| 2021 |                  |                  |
| 2022 |                  |                  |
| 2023 | 285              |                  |

## 駅周辺
- 日置市立湯田小学校
- 東市来郵便局
- 湯之元温泉
- 日置市湯之元野球場
- 国道3号
- 国道270号
- 鹿児島県道309号山田湯之元停車場線 - 湯之元駅前と南西の国道3号を結ぶが、駅前から国道3号と反対側の東側にも延びている。なおこの通りと国道3号の交差点北側（駅から約300m）にセブンイレブン湯之元駅前店がある（SUGOCAチャージ可能な最寄店舗）。
- 南九州西回り自動車道 - 市来インターチェンジ
- ゆのもと記念病院

### バス路線
駅前から県道山田湯之元停車場線を200 mほど進んだところにある国道3号上に鹿児島交通「湯之元」停留所がある。
- 50：野田・鹿児島駅 / 串木野・上川内[6]
- 51：伊集院・鹿児島駅 / 串木野・上川内[6]
- 57：伊集院・鹿児島駅 / 串木野[6]
- 高山・野下[6]
- 鹿児島空港
- 日置市コミュニティバス「東市来地域こけけバス」

## 隣の駅
九州旅客鉄道（JR九州）
■鹿児島本線
市来駅 - 湯之元駅 - 東市来駅